# Arthur Holmes
Pour les articles homonymes, voir Holmes.
Arthur Holmes, né le 14 janvier 1890 et mort le 20 septembre 1965  à Londres, est un géologue britannique. Il est le père de l'échelle des temps géologiques et un défenseur de la théorie de la dérive des continents.

## Biographie
Il réalise la première datation radioactive en utilisant le couple uranium-plomb afin de déterminer l'âge de roches, pendant ses études du premier cycle universitaire. Il trouve ainsi une date de 370 Ma pour une roche du Dévonien trouvée en Norvège. Diplômé en 1910, il publie ses résultats l'année suivante, après un voyage de six mois au Mozambique où il recherchait des minéraux spécifiques. Il y contracte une très puissante fièvre bilieuse hémoglobinurique (blackwater fever : une complication du paludisme), si bien qu'un avis de décès est envoyé en Grande-Bretagne. Toutefois, il en guérit rapidement à son retour, et cet épisode lui permet d'éviter le service militaire obligatoire au moment de la Première Guerre mondiale.
Il rejoint ensuite l'équipe de l'Imperial College, au sein de laquelle il poursuit ses études doctorales. Il obtient son PhD en 1917. Holmes décide de travailler pour une entreprise pétrolifère en Birmanie, mais la compagnie fait faillite. Le scientifique revient sans le sou en Angleterre, en 1924 ; dans l'intervalle, il a perdu son fils, victime de dysenterie en Birmanie. Holmes devient ensuite professeur de géologie à l'Université de Durham. Il enseigne à partir de 1943 à l'Université d'Édimbourg, jusqu'à sa retraite universitaire en 1956.

## Apports
Holmes a marqué de son empreinte la géochronologie. Dans son livre mondialement célèbre The Age of the Earth, publié en 1913, il estime l'âge de la Terre à 1 300 Ma.
Il est un des rares partisans de la théorie de la dérive des continents d'Alfred Wegener. Selon lui, le manteau terrestre abrite des cellules de convection dissipant la chaleur radioactive et provoquant le déplacement horizontal de la croûte terrestre à la surface. Ce modèle étant seulement théorique, Harold Jeffreys et la communauté des géophysiciens s'y opposent. Son second livre, publié en 1944, est tout aussi célèbre que le premier, Principles of Physical Geology ; il rédige d'ailleurs un chapitre sur la dérive des continents. De nouvelles mesures qu'il réalise en se basant sur l'abondance relative des isotopes d'uranium proposée par Alfred Nier permettent à Holmes de donner un âge réaliste de la Terre  : 4 500 Ma, à plus ou moins 100 Ma.

## Publication
(en) The Age of the Earth, Londres, Harper, 1913, 196 + xii (lire en ligne)

## Distinctions et hommages
- Médaille Wollaston en 1956.
- Médaille Penrose en 1956.

- Une médaille Arthur Holmes a été créée en son honneur par la European Geosciences Union.
- Un cratère d'impact sur Mars porte son nom.
- Le département de Sciences de la Terre de l'Université de Durham[2] ainsi que la société des étudiants de ce département portent son nom.